# Shidrak Yousif
Shidrak Yousif (en árabe: شدراك يوسف‎; Habbaniya, Irak; 1 de julio de 1942 – 5 de agosto de 2025) fue un futbolista iraquí de origen cristiano siríaco que jugó en la posición de centrocampista.

## Carrera

### Club
| Periodo   | Club                |
| --------- | ------------------- |
| 1960-1971 | Al-Firqa Al-Thaltha |
| 1971-1974 | Al-Jaish Baghdad    |
| 1975-1977 | Al-Firqa Al-Rabaa   |

### Selección nacional
Jugó para Irak en 31 ocasiones de 1964 a 1973 y anotó dos goles; ganó dos veces la Copa de Naciones Árabe y participó en la Copa Asiática 1972.

## Muerte
Shidrak Yousef murió el 5 de agosto de 2025 a los 83 a causa de una larga enfermedad.

## Logros
- Copa de Naciones Árabe (2): 1964, 1966